# ジンソル
ジンソル（朝: 진솔、英: Jinsoul、1997年6月13日 - ）は韓国の女性歌手。韓国のガールズグループ「ARTMS」のメンバーで、「今月の少女」及び同グループ内のユニット「今月の少女 ODD EYE CIRCLE」の元メンバー。MODHAUS所属。本名はチョン・ジンソル（韓: 정진솔、漢: 鄭眞率）。

## 来歴

### デビュー前
1997年6月13日、韓国のソウル特別市に生まれる。
2014年、江南区にあるボーンスタートレーニングセンターや、ドリームボーカル実用音楽学院などのミュージックスクールに通い始め、2015年には国際芸術大学校に進学。その過程の中で芸能事務所のオーディションを沢山受け、2016年に現所属事務所の親会社であるPolarisエンターテインメントがインスタグラムを通じてキャスティング。
2017年、ViViのソロシングルに収録されている楽曲のフィーチャリング及び、ミュージック・ビデオに参加。

### デビュー後
2017年6月13日に七番目の少女としてビジュアルが公開され、6月26日にシングル『Jinsoul』でソロデビュー。
2017年9月21日、 『今月の少女 ODD EYE CIRCLE』のメンバーとしてミニ・アルバム『Mix & Match』でユニットデビューし、翌年8月20日、『今月の少女』のメンバーとしてデビュー。
2021年4月、自身初の単独OSTである「時は一周する」をリリースし、トルコやタイ、メキシコなどといった世界30地域のiTunesチャートで1位を獲得した。
2022年3月1日、他のメンバーらと共に新型コロナウイルスに感染。それに伴い、今月の少女として出演する予定であったQUEENDOM 2の一次競演の収録に参加せず、棄権することとなった。
2023年1月14日、昨年に提訴した所属事務所間との専属契約効力停止仮処分申請を求む裁判で勝訴。Blockberry Creativeとの契約を終了した。
3月17日、本名の「チョン・ジンソル」名義でMODHAUSと専属契約を締結。

## 人物
身長は165cm、家族構成は父親と母親と兄。象徴物は青、黒、金魚。愛称はジンドリ。ロールモデルはスジとクリスタル。
数学で全校19位をとったことがある。
初期の今月の少女の作品のほとんどを担当した作曲家チーム『MonoTree』が自身の公式YouTubeチャンネルにてジンソルの歌声を称賛し、「どんなパートを担当しても消化力が高い」と評価した。

## 作品

### 単独作品
| リリース日    | アルバム名 | 収録曲                                |
| ------------- | ---------- | ------------------------------------- |
| 2017年6月26日 | JinSoul    | 1. Singing In the Rain 2. Love Letter |

### 参加作品
| リリース年 | 収録アルバム                             | 参加楽曲                           | 備考                                     |
| ---------- | ---------------------------------------- | ---------------------------------- | ---------------------------------------- |
| 2017年     | ViVi                                     | Everyday I Need You                | - メンバー公開前                         |
| 2017年     | Choerry                                  | Puzzle                             |                                          |
| 2017年     | Mix & Match                              | 全曲                               | - 所属ユニットODD EYE CIRCLE名義での参加 |
| 2017年     | Max & Match                              | 全曲                               | - 所属ユニットODD EYE CIRCLE名義での参加 |
| 2018年     | Olivia Hye                               | Egoist                             |                                          |
| 2021年     | 어서와 OST Part.8                        | 시간은 한 바퀴 돌아 (時は一周する) |                                          |
| 2021年     | MAXIS BY RYAN JHUN PT. 2                 | Not Friends                        |                                          |
| 2021年     | Not Friends Special Edition              | 全曲                               |                                          |
| 2022年     | 드라마 <트레이서> OST Part.4             | Masquerade                         |                                          |
| 2022年     | Queendom 2 ポジションユニット対決 pt.1-2 | 나비소녀                           |                                          |

## ソロシングル
JinSoul (ジンソル)は、今月の少女プロジェクトでキムリップの次に発表された七番目の少女であるジンソルのソロシングル。2017年6月26日にBlockBerry Creativeからリリースされ、Danalエンターテインメントから発売された。

### 収録曲
1. Singing In The Rain
作詞：ファン・ヒョン (MonoTree), パク・ジヨン
作曲：Gummesson, Karl-Oskar Julius, Petersson, Nils Pontus, Caesar, Daniel, Lindell, Ludwig
編曲：Gummesson, Karl-Oskar Julius
2. Love Letter
作詞：パク・ジヨン, シンアニェス
作曲：イ・ジュヒョン, NOPARI (MonoTree)
編曲：NOPARI (MonoTree)

### 楽曲解説
Singing In The Rain
タイトル曲。フューチャーバストラックで構成されている。
Love Letter
キムリップとのデュエットソング。バラードトラックで二人の出会い自体が新鮮な少女たちのグルーヴが込められてる。元々は「Dryflower (読み: ドライフラワー)」というタイトルだったものの、あまりにも悲しくて憂鬱すぎる内容であった為、歌詞とタイトルを変更して再録音を行った。